# Chiesa di Santa Maria del Carmine (L'Aquila)
La chiesa di Santa Maria del Carmine, popolarmente detta Il Carmine e nota in antichità con il titolo di Santa Maria di Assergi, è un edificio religioso dell'Aquila, situato nel quarto di Santa Maria.
Dovette la sua realizzazione ai castellani di Assergi che contribuirono così alla fondazione della città nel XIII secolo. A partire dal XVII secolo fu ricostruita ed ampliata ad opera dei Carmelitani, da cui la denominazione attuale. La chiesa è rimasta gravemente danneggiata dal terremoto del 2009; risulta pertanto inagibile e in attesa di essere restaurata.

## Storia
L'edificazione della chiesa si fa risalire al periodo immediatamente successivo alla fondazione dell'Aquila, nella seconda metà del XIII, ad opera degli abitanti di Assergi, all'interno del locale di riferimento.
La datazione è testimoniata dalle caratteristiche formali dell'edificio, rispondenti alle disposizioni redatte da Niccolò dell'Isola nel 1290; in proporzione all'importanza del castello di provenienza, l'edificio doveva infatti rivestire una importanza limitata nel panorama dell'architettura religiosa aquilana, sviluppandosi su una superficie abbastanza modesta — riconducibile a 8 canne in lunghezza e 4 in larghezza e altezza — seppur caratterizzato da un'elevata torre campanaria, poi ridotta in altezza per non limitare la visuale dal Forte spagnolo.
Nel 1609 la chiesa venne ceduta all'ordine della Beata Vergine del Monte Carmelo e assunse pertanto la denominazione attuale. I Carmelitani intervennero sull'edificio aggiungendovi un coro ottagonale che allungò considerevolmente la sala e, conseguentemente, sopraelevarono le mura perimetrali che raggiunsero quindi un'altezza doppia rispetto a quella originaria.
Il Carmine subì danni dal terremoto del 1703 e, nel 1730, venne pertanto restaurato mediante l'irrobustimento dell'apparecchio murario e un rinnovamento architettonico-planimetrico più consono allo stile settecentesco.
La chiesa ha poi subito nuovi danni dal sisma del 2009 facendo registrare un principio di ribaltamento della facciata con espulsione del materiale, oltre a lesioni e crolli localizzati nelle pareti laterali e danni diffusi all'intera struttura muraria e all'apparato decorativo.

## Descrizione
La chiesa è posta su un'altura alla sommità di via del Carmine, uno dei vicoli che si apre sul lato orientale di corso Vittorio Emanuele, ed è stretta tra le emergenze architettoniche della basilica di San Bernardino a sud e del Forte spagnolo a nord.
La facciata, eclettica e decisamente slanciata, si presenta suddivisa in due parti. L'inferiore, riconducibile all'originaria facciata della chiesa di Santa Maria di Assergi, presenta molti caratteri tipici della scuola aquilana essendo rivestita in pietra bianca e divisa orizzontalmente da una cornice marcapiano in due ordini, con quello in alto che recava originariamente un rosone o più probabilmente un finestrone circolare, oggi scomparso. Per le sue caratteristiche, questa porzione della facciata viene datata ai primi decenni del XV secolo. Nella porzione superiore, frutto della sopraelevazione decisa dai Carmelitani nel XVII secolo, vi è una semplice terminazione a capanna con finestrone rettangolare posto in asse con il portale sottostante.
All'interno si ripropone la singolare geometria che dona alla chiesa un effetto particolarmente slanciato: la navata unica, molto lunga, termina in un coro ottagonale ed è scandita da cinque arcate laterale con quella di apertura e di chiusura più strette delle altre, secondo un sistema metrico a-b-b-b-a, che riproduce in piccolo lo schema del Duomo.